# Бер, Катя
Ка́тя Бер (нем. Katja Beer, в браке — Вюстенфельд (нем. Wüstenfeld); 10 октября 1976, Дона, округ Дрезден, ГДР) — немецкая биатлонистка, четырёхкратная чемпионка Европы.

## Биография
Уже в шесть лет Катя Бер стала чемпионкой округа по лыжам. Она успешно выступала на юниорских соревнованиях, но в 1994 году перешла в биатлон.
В 1996 году ей удалось попасть в основной состав команды Германии и начать выступления в Кубке мира. На Олимпиаде 1998 года в Нагано не показала высоких результатов. В 2000—2001 годах Катя Бер выпадает из состава национальной сборной, однако уже в следующем сезоне вновь попадает в её состав. Наиболее успешным для Бер стал сезон 2002/2003, по итогам которого она заняла двенадцатое место в общем зачёте Кубка мира. В дальнейшем результаты Кати были менее значимы. В течение нескольких сезонов выступала на уровне Кубка IBU и чемпионата Европы, стала четырёхкратной чемпионкой Европы.
В 2006 году завершила спортивную карьеру. Уже после окончания карьеры вышла замуж и сменила фамилию на Вюстенфельд.